# Mittelstreckenzieher
Als Mittelstreckenzieher werden in der Vogelkunde Arten bezeichnet, deren Zugstrecken typischerweise zwischen denen der Kurz- und der Langstreckenzieher liegen. Dabei gibt es fließende Übergänge und auch einzelne Ausnahmen. Mittelstreckenzieher können zwischen Brutgebiet und Winterquartier durchaus auch 6000 Kilometer oder mehr zurücklegen, was eigentlich Zugstrecken von Langstreckenziehern entspricht. Im Unterschied zu diesen ziehen Mittelstreckenzieher in zahlreichen Etappen und entsprechen deshalb in ihren zugphysiologischen Eigenschaften eher den Kurzstreckenziehern. Mittelstreckenzieher sind beispielsweise der Zilpzalp oder viele Drosselarten.